# Zachár András
Zachár András (Tepla, 1733. április 23. – Nagyszombat, 1805. február 15.) bölcseleti doktor, jezsuita áldozópap és tanár, gimnáziumi igazgató.

## Élete
Miután elvégezte Kassán a bölcseletet 1754-ben felvették a jezsuiták közé. 1769-től Nagyszombatban költészetet és szónoklattant tanított. A rend feloszlatása (1773) után bölcseleti doktor lett és ugyanott a humaniorák tanáraként dolgozott. 1783-ban a nagyszombati gimnázium igazgatója lett.

## Művei
- Oratio de Sanctiss. Virginis intaminatu conceptu... Tyrnaviae; 1752.
- Panegyricus S. Ignatio dictus. Tyrnaviae, 1763.
- Cliens Marianus gratioso compendio per actiones diurnas, pias considerationes et varias pietatis praxes deductus. Tyrnaviae, 1772. (Más kiadás. Buda, 1790.)
- Carmen honoribus quinquagenarii Sacerdotii Nicolai Jaklin Ep. electi Alinision... Tyrnaviae, 1775.
- Carmina. Tyrnaviae, 1777.
- Oratio Funebris ad Solennes Exequias Magnae Theresiae... Reginae Hungariae, Posonii, 1781. (Ugyanaz. Tyrnaviae, 1781.)
- Paradigmata orationis solutae, Tyrnaviae, 1783. (2. kiadás. Tyrnaviae, 1793.)
- Memoria . . . Thomae Davidis Szlabigh... II. Hum. Prof. Tyrnaviae, 1784.